# کارل روتلی
کارل روتلی (استونیایی: Karel Rüütli؛ زادهٔ ۲۵ دسامبر ۱۹۷۸) سیاستمدار و نماینده سابق مجلس اهل استونی است.